# Петирладжеле
Петирладжеле (рум. Pătârlagele) — місто у повіті Бузеу в Румунії. Адміністративно місту підпорядковані такі села (дані про населення за 2002 рік):
- Валя-Вієй (506 осіб)
- Валя-Лупулуй (520 осіб)
- Валя-Сібічулуй (286 осіб)
- Горнет (24 особи)
- Каля-Кіождулуй (98 осіб)
- Кринг (589 осіб)
- Лунка (427 осіб)
- Менестіря (97 осіб)
- Мерунцишу (1144 особи)
- Мушчел (536 осіб)
- Поєніле (355 осіб)
- Строєшть (33 особи)
- Сібічу-де-Сус (915 осіб)
- Фундетуріле (216 осіб)

Місто розташоване на відстані 100 км на північ від Бухареста, 40 км на північний захід від Бузеу, 131 км на захід від Галаца, 69 км на південний схід від Брашова.

## Населення
За даними перепису населення 2002 року у місті проживали 8290 осіб.
Національний склад населення міста:
| Національність | Кількість осіб | Відсоток |
| -------------- | -------------- | -------- |
| румуни         | 8251           | 99,5%    |
| цигани         | 27             | 0,3%     |
| угорці         | 9              | 0,1%     |
| турки          | 1              | < 0,1%   |
| татари         | 1              | < 0,1%   |

Рідною мовою назвали:
| Мова      | Кількість осіб | Відсоток |
| --------- | -------------- | -------- |
| румунська | 8263           | 99,7%    |
| циганська | 19             | 0,2%     |
| угорська  | 6              | 0,1%     |
| турецька  | 1              | < 0,1%   |

Склад населення міста за віросповіданням:
| Релігія            | Кількість осіб | Відсоток |
| ------------------ | -------------- | -------- |
| православні        | 8212           | 99,1%    |
| п'ятдесятники      | 53             | 0,6%     |
| адвентисти         | 10             | 0,1%     |
| римо-католики      | 5              | 0,1%     |
| унітарії           | 4              | < 0,1%   |
| мусульмани         | 2              | < 0,1%   |
| греко-католики     | 1              | < 0,1%   |
| баптисти           | 1              | < 0,1%   |
| не вказали релігію | 1              | < 0,1%   |

## Зовнішні посилання
- Дані про місто Петирладжеле на сайті Ghidul Primăriilor [Архівовано 27 серпня 2009 у Wayback Machine.]